# 固鿠乙

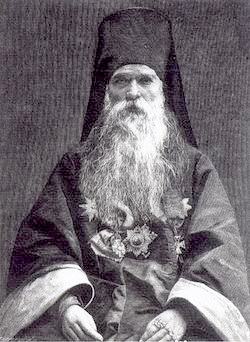
固鿠乙

圣固鿠乙（俄语：Гурий），本名格里戈里·柏拉图诺维奇·卡爾波夫（1814年—1882年3月17日），俄罗斯正教会陶里斯和辛菲罗波尔都主教，俄罗斯正教会册封圣人。

## 生平
1814年生于萨拉托夫。固鿠乙曾任第十二屆北京傳道團的司祭，及第十四屆北京傳道團的首腦。於兩次派遣至中國期間，致力於經書漢譯。1882年3月17日于辛菲罗波尔逝世。

## 著作

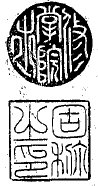
圣固里印信：掌院修士，固鿠之印

- 《聖史提要》，1860年
- 《東教宗鑑》，1860年
- 《新遺詔聖史紀略》，1861年
- 《東教宗鑑》，1863年
- 《新遺詔聖經》，1864年
- 《早晚課》，1864年
- 《誦經節目》，1865年
- 《教理問答》，1865年
- 《聖詠經》，1879年

## 外部連結
- 圣固里（本姓卡尔波夫，陶里斯的总主教）（页面存档备份，存于）
- 固利爾乙小傳（页面存档备份，存于）
- Гурий (Карпов)（俄文）
- 新遺詔聖經
- 聖詠經